# Halle für Kunst Lüneburg
Die Halle für Kunst Lüneburg e. V. ist ein gemeinnütziger, eingetragener Kunstverein in Lüneburg, der seit 1995 Einzel- und Gruppenausstellungen, Veranstaltungsreihen und Publikationen präsentiert.

## Geschichte
Von Studierenden der Leuphana Universität als freier Organisationszusammenhang gegründet, nutzte der Verein seit seiner Entstehung verschiedene Räume in der Stadt Lüneburg. Gegründet und zuerst geleitet wurde die Halle für Kunst von Heike Munder und Bernd Milla. Seit 2003 ist er in der Reichenbachstraße in einer ehemaligen Maschinenfabrik aus dem 19. Jahrhundert untergebracht.

### Direktoren und Direktorinnen
- 2025–heute: Lisa Deml
- 2025–heute: Marie-Sophie Dorsch
- 2022–2025: Elisa R. Linn[4]
- 2021–2025: Ann-Kathrin Eickhoff[4]
- 2012–2021: Stefanie Kleefeld
- 2010–2015: Valérie Knoll[6]
- 2008–2012: Hannes Loichinger
- 2008–2010: Eva Birkenstock[7]
- 2001–2008: Bettina Steinbrügge[8]
- 1995–2001: Bernd Milla
- 1995–2001: Heike Munder[9]

## Programm
Die Ausrichtung des Vereins ist bestimmt von der Frage nach der „Ausstellungspolitik, der Verortung gegenwärtiger Diskurse“ und nach „einer Kunst, […] die den sozialen und gesellschaftlichen Kontext miteinbezieht.“ Das Programm der Halle für Kunst widmet sich den „Produktionsbedingungen und -umständen zeitgenössischer Kunst“. Es nimmt dabei nach eigener Darstellung „Bezug auf gesellschaftliche Lebens- und Arbeitsbedingungen und steht in einem engen Verhältnis zu zeitgenössischen kulturellen und sozialen Realitäten“.
Jährlich werden ca. fünf bis sechs verschiedene Ausstellung kuratiert. Daneben finden auch regelmäßig Vorträge, Workshops, Performances und Künstlergespräche statt.

### Ausstellungen (Auswahl)
- 1997: Yvette Brackman, Mary Beth Edelson – Female Perversion
- 1998: Kerstin Kartscher – Juwelen
- 1998: Koho Mori-Newton – Arbeitsbesuch
- 1999: Michel Auder – Michel Auder
- 2006: Liz Craft – Fantasy Architecture
- 2007: Andrea Bowers – Vows
- 2007: u. a. Dorit Margreiter – Novella (not yet another story)[12]
- 2008: Falke Pisano – When Doing Things and Words
- 2012–13: Nina Könnemann[13][14]
- 2013: Loretta Fahrenholz – Loretta Fahrenholz
- 2013–14: Will Benedict – TV Dinner: The Narcissism of Minor Differences
- 2014–15: Marc Camille Chaimowicz – Light and Shade
- 2019: Puppies Puppies (Jade Guanaro Kuriki-Olivo) – Plague
- 2020–21: Wagnis der Öffentlichkeit
- 2021: Kitty Kraus
- 2022: Sue Tompkins
- 2023: Terre Thaemlitz[15][16]
- 2023–24: Jürgen Baldiga

## Auszeichnungen
- 1999: Jürgen-Ponto-Preis als Anerkennung für das engagierte Ausstellungsprogramm[9]
- 2020: ADKV-ART COLOGNE Preis für Kunstvereine[2] Schon in den Vorjahren war der Kunstverein mehrmals dafür nominiert.[5]